# Liste der Naturdenkmäler im Bezirk Weiz
Die Liste der Naturdenkmäler im Bezirk Weiz listet die als Naturdenkmal ausgewiesenen Objekte im Bezirk Weiz im Bundesland Steiermark auf. Bei den Naturdenkmälern handelt es sich ausschließlich um Bäume oder Baumgruppen, eine Besonderheit im Bezirk stellen die Europäische Stechpalmen (Ilex aquifolium) dar. Auch die älteste als Naturdenkmal geschützte Eibe der Steiermark befindet sich im Bezirk Weiz.

## Naturdenkmäler
Die Vorsortierung der Tabelle ist alphabetisch nach Gemeindenamen und KG.
| Foto |                 | Name                                     | ID     | Standort                                                                                       | Beschreibung | Fläche  | Datum      |
| ---- | --------------- | ---------------------------------------- | ------ | ---------------------------------------------------------------------------------------------- | --- | ------- | ---------- |
| 1    | Datei hochladen | Rotföhre (Pinus sylvestris)              | 1385   | Birkfeld, gegenüber Hammerleiten 2 KG: Birkfeld GrStNr: 95 Standort                            | | 132 m²  | 30.05.2003 |
| 1    | Datei hochladen | Sommerlinde (Tilia platyphyllos)         | 1484   | Birkfeld, Haslau 64 KG: Haslau GrStNr: 1125/2 Standort                                         | Der Umfang der Sommer-Linde (Tilia platyphyllos) betrug 2013 6,74 m (in 1,30 m Höhe gemessen). Ihre Höhe wurde auf rund 23 m geschätzt. | 240 m²  | 23.08.2005 |
| 1    | Datei hochladen | Stechpalme (Ilex aquifolium)             | 1230   | Birkfeld, Waisenegg 90 KG: Waisenegg GrStNr: .6/2 Standort                                     | | 10 m²   | 18.04.1986 |
| 1    | Datei hochladen | Stechpalmengruppe (Ilex aquifolium)      | 1231   | Fischbach, Falkenstein 102 KG: Falkenstein GrStNr: 1377 Standort                               | Umfangreichste Stechpalme im Bezirk. | 40 m²   | 18.04.1986 |
| 1    | Datei hochladen | Stechpalme (Ilex aquifolium)             | 1232   | Fischbach, Fischbach 65 KG: Fischbach GrStNr: 792 Standort                                     | | 40 m²   | 18.04.1986 |
| 1    | Datei hochladen | Stechpalme (Ilex aquifolium)             | 1222   | Fischbach, Völlegg 50 KG: Völlegg GrStNr: 1180 Standort                                        | | 32 m²   | 16.04.1986 |
| 1    | Datei hochladen | Winterlinde (Tilia cordata)              | 1243   | Fischbach, Völlegg 51 KG: Völlegg GrStNr: 1182/2 Standort                                      | | 117 m²  | 21.12.2006 |
| 1    | Datei hochladen | Winterlinde (Tilia cordata)              | 1244   | Fischbach, Völlegg 51 KG: Völlegg GrStNr: 1182/1; 1429 Standort                                | | 128 m²  | 18.03.1992 |
| 1    | Datei hochladen | Bergahorngruppe (Acer pseudoplatanus)    | 1237   | Fladnitz an der Teichalm KG: Fladnitz an der Teichalpe GrStNr: 894/1 Standort                  | | 0,14 ha | 18.09.1985 |
| 1    | Datei hochladen | Winterlinde (Tilia cordata)              | 1393   | Fladnitz an der Teichalm, Fladnitz-Tober 60 KG: Fladnitz an der Teichalpe GrStNr: 440 Standort | | 182 m²  | 01.12.2003 |
| 1    | Datei hochladen | 3 Edelkastanienbäume (Castanea sativa)   | 1406   | Gleisdorf KG: Nitscha GrStNr: 422 Standort                                                     | Drei mächtige Kastanienbäume mit Umfängen von 5,90 m (südlicher Baum), 8,40 m (mittlerer Baum) und 6,60 m (nördlicher Baum). Der mittlere Baum teilt sich in etwa 1,90 m Höhe in drei Stämme, die 8,40 m wurden 2015 auf Brusthöhe gemessen. | 557 m²  | 23.09.2004 |
| 1    | Datei hochladen | Stieleiche (Quercus robur)               | 268307 | Gutenberg KG: Kleinsemmering GrStNr: 904 Standort                                              | | 156 m²  | 25.08.2023 |
| 1    | Datei hochladen | 2 Linden (Tilia sp., ohne nähere Angabe) | 1249   | Gutenberg, Plenzengreith 12 KG: Plenzengreith GrStNr: 596/4 Standort                           | | 200 m²  | 05.12.2006 |
| 1    | Datei hochladen | Rotbuche (Fagus sylvatica)               | 1242   | Miesenbach bei Birkfeld KG: Weiglhof GrStNr: 542/2 Standort                                    | | 246 m²  | 18.11.1991 |
| 1    | Datei hochladen | Winterlinde (Tilia cordata)              | 268304 | Miesenbach bei Birkfeld KG: Weiglhof GrStNr: 815/2 Standort                                    | Anmerkung: Es handelt sich um dieselbe Linde, die unter der ID 1354 als Naturdenkmal gelistet war | 86 m²   | 03.08.2023 |
| 1    | Datei hochladen | Rotbuche (Fagus sylvatica)               | 1224   | Mitterdorf an der Raab, Pichl an der Raab 1 KG: Pichl GrStNr: 607/1 Standort                   | | 102 m²  | 05.12.2006 |
| 1    | Datei hochladen | Hainbuche (Carpinus betulus)             | 1251   | Mortantsch KG: Göttelsberg GrStNr: 181/2 Standort                                              | | 269 m²  | 03.01.1996 |
| 1    | Datei hochladen | Eibe (Taxus baccata)                     | 1225   | Passail, Arzberg 122 KG: Arzberg GrStNr: 1343 Standort                                         | | 306 m²  | 05.12.2006 |
| 1    | Datei hochladen | 3 Winterlinden (Tilia cordata)           | 1248   | Passail, gegenüber Krammersdorf 37 KG: Kramersdorf GrStNr: .20/1 Standort                      | | 285 m²  | 21.12.2006 |
| 1    | Datei hochladen | Wacholder (Juniperus communis)           | 1235   | Passail, Oberneudorf 7 KG: Neudorf bei Semriach GrStNr: 682/2 Standort                         | | 111 m²  | 22.04.1986 |
| 1    | Datei hochladen | 3 Bergahorne (Acer pseudoplatanus)       | 1240   | Sankt Kathrein am Offenegg KG: Kathrein I. Viertel GrStNr: 406; 424/2 Standort                 | | 286 m²  | 13.12.2006 |
| 1    | Datei hochladen | Stechpalme (Ilex aquifolium)             | 1233   | Strallegg, Strallegg 62 KG: Strallegg GrStNr: 995 Standort                                     | | 40 m²   | 18.04.1986 |
| 1    | Datei hochladen | Hopfenbuche                              | 1569   | Thannhausen KG: Peesen GrStNr: 745 Standort                                                    | | 61 m²   | 15.04.2013 |
| 1    | Datei hochladen | Eibe (Taxus baccata)                     | 1226   | Thannhausen, Trennstein 7 KG: Trennstein GrStNr: 117 Standort                                  | | 163 m²  | 05.12.2006 |
| 1    | Datei hochladen | Rotbuche (Fagus sylvatica)               | 1245   | Weiz KG: Weiz GrStNr: 1123/11 Standort                                                         | Es handelt sich um eine Blutbuche (Fagus sylvatica purpurea). | 194 m²  | 18.01.2013 |
| 1    | Datei hochladen | 2 Winterlinden (Tilia Cordata)           | 268442 | Markt Hartmannsdorf KG: Hartmannsdorf GrStNr: 141/4 Standort                                   | | 496 m²  | 22.08.2024 |

## Ehemalige Naturdenkmäler
| Foto |                 | Name                        | ID   | Standort                                                            | Beschreibung                                                                                         | Fläche | Datum      |
| ---- | --------------- | --------------------------- | ---- | ------------------------------------------------------------------- | --- | ------ | ---------- |
| 1    | Datei hochladen | Winterlinde (Tilia cordata) | 1247 | Birkfeld, Piregg 1 KG: Piregg GrStNr: 73/2 Standort                 | | 298 m² | 21.10.2009 |
| 1    | Datei hochladen | Winterlinde (Tilia cordata) | 594  | Fladnitz an der Teichalm KG: Tulwitzdorf GrStNr: .109; 748 Standort | Anmerkung: Die Linde ist 2015 nicht mehr im GIS verzeichnet, stand jedoch im Oktober 2015 noch dort. | 191 m² | 03.02.2010 |
| 1    | Datei hochladen | Ulme (Ulmus sp.)            | 660  | Fladnitz an der Teichalm KG: Türnau GrStNr: .22; 825 Standort       | | 349 m² | 03.08.1987 |

| Foto:                    | Fotografie des Naturdenkmals. Klicken des Fotos erzeugt eine vergrößerte Ansicht. Daneben finden sich zwei Symbole: \| Weitere Bilder vorhanden \| Das Symbol bedeutet, dass weitere Fotos des Objekts verfügbar sind. Durch Klicken des Symbols werden sie angezeigt. \| \| Eigenes Foto hochladen \| Durch Klicken des Symbols können weitere Fotos des Objekts in das Medienarchiv Wikimedia Commons hochgeladen werden. \| |
| Name:                    | Bezeichnung des Naturdenkmals laut offiziellen Quellen |
| ID                       | Identifikator |
| Standort:                | Es ist die Gemeinde und falls vorhanden die Adresse angegeben. Darunter sind die Katastralgemeinde (KG) und die Grundstücksnummer angeführt. Durch Aufruf des Links Standort wird die Lage des Denkmals in verschiedenen Kartenprojekten angezeigt. |
| Beschreibung             | Kurze Beschreibung des Naturdenkmals |
| Fläche                   | Fläche des Naturdenkmals in Hektar (ha) |
| Datum                    | Datum oder Jahr der Unterschutzstellung |
| Weitere Bilder vorhanden | Das Symbol bedeutet, dass weitere Fotos des Objekts verfügbar sind. Durch Klicken des Symbols werden sie angezeigt. |
| Eigenes Foto hochladen   | Durch Klicken des Symbols können weitere Fotos des Objekts in das Medienarchiv Wikimedia Commons hochgeladen werden. |